# Cameron (cràter)
Cameron és un petit cràter d'impacte de la Lluna que es troba superposat per l'exterior a la vora nord-nord-oest del cràter Taruntius.

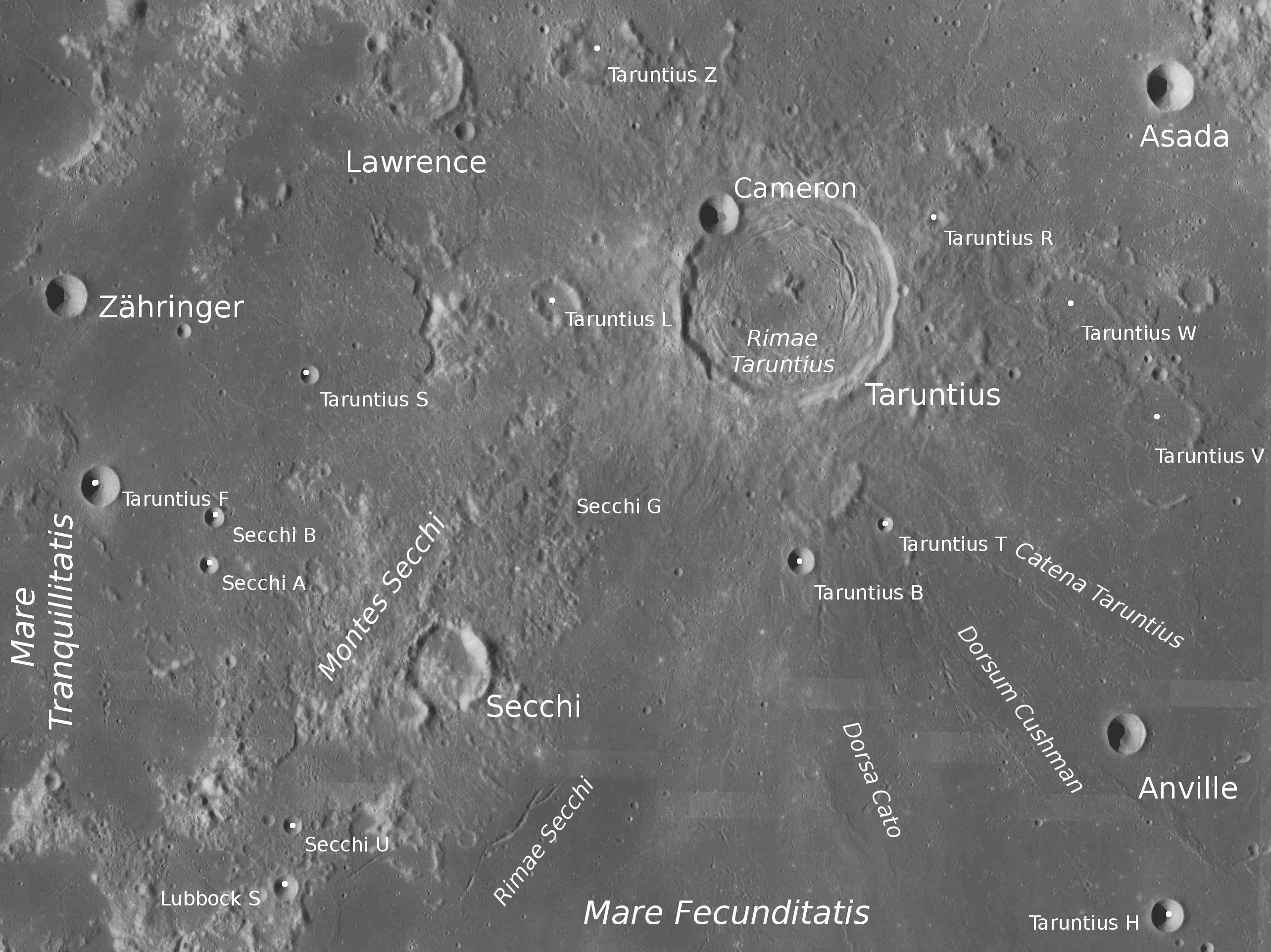
Localització de Cameron (en el sector nord-nord-oest de Taruntius)
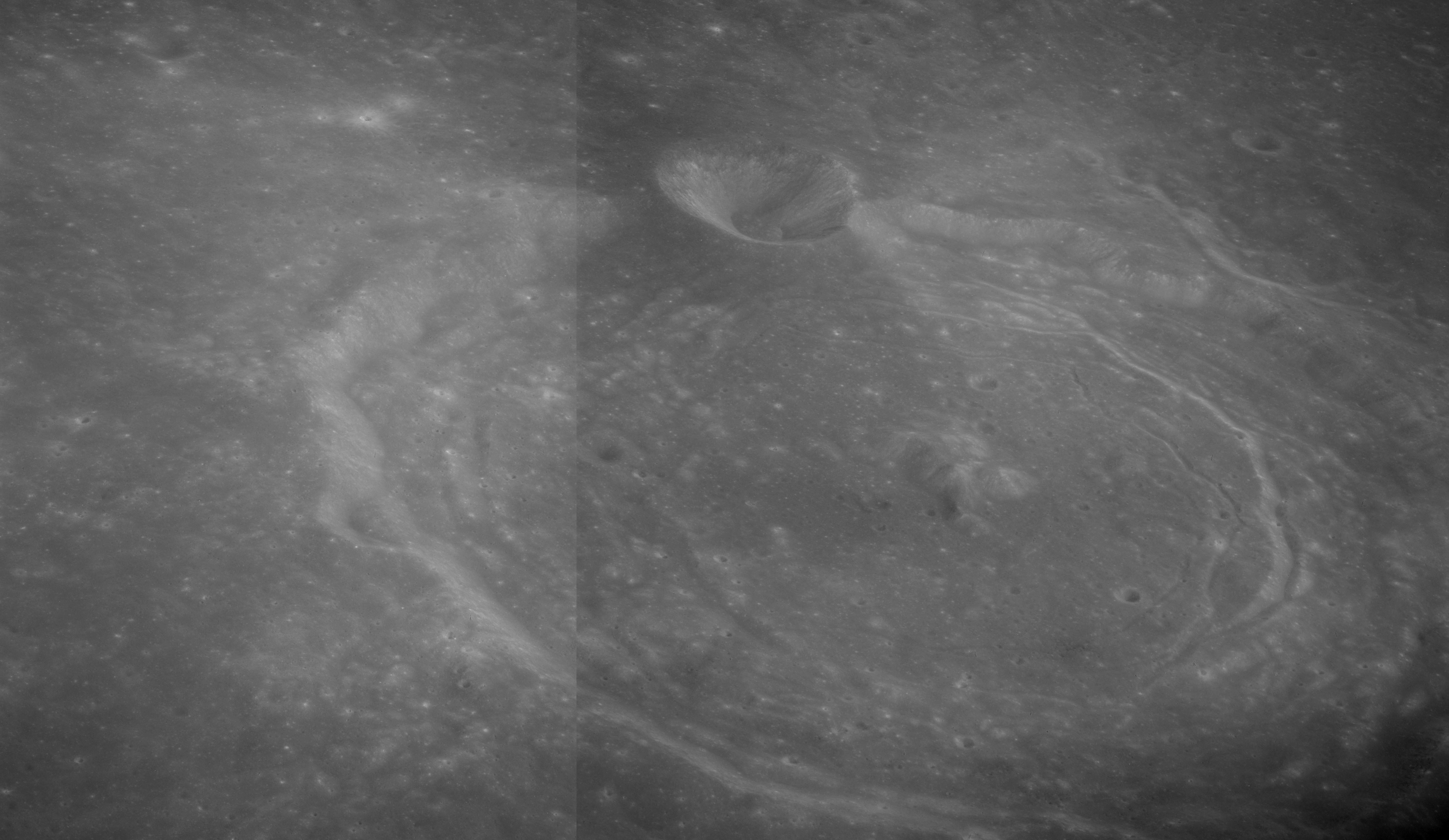
Fotografia de la missió Apollo 10
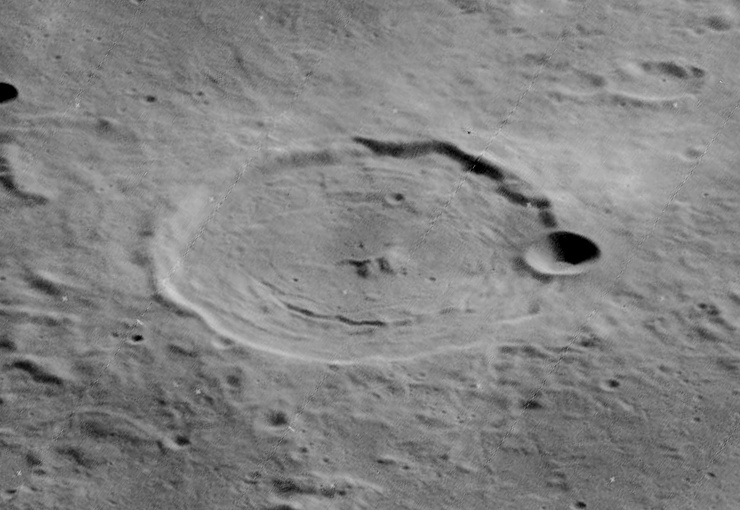
fotografia de la missió Lunar Orbiter 4

Aquesta formació és circular i amb forma de copa, sense característiques distintives particulars. Anteriorment va ser denominat com Taruntius C abans de ser reanomenat per la UAI.